# Nesocore elutriata
Nesocore elutriata är en insektsart som beskrevs av Ronald Gordon Fennah 1950. Nesocore elutriata ingår i släktet Nesocore och familjen Derbidae. Inga underarter finns listade i Catalogue of Life.